# Timothy Christian Senior
Timothy Christian Senior (North Wales, 22 marzo 1960) è un vescovo cattolico statunitense, dal 25 aprile 2023 vescovo di Harrisburg.

## Biografia
Timothy Senior è nato a North Wales, in Pennsylvania, il 22 marzo 1960 da James Harwood Senior (morto nel 1977) ed Elise, nata Rothwell. È il più giovane di tre figli e ha un fratello, Jim, e una sorella, Myra. 

### Formazione e ministero sacerdotale
Ha frequentato la St. Rose of Lima Elementary School e si è diplomato alla Lansdale Catholic High School nel 1977. Ha poi studiato al seminario "San Carlo Borromeo" di Overbrook ottenendo un Bachelor of Philosophy nel 1981. Presso lo stesso istituto, nel 1988 ha ottenuto il Master of Divinity e il Master of Arts in teologia pastorale.
Il 18 maggio 1985 è stato ordinato presbitero per l'arcidiocesi di Filadelfia dal cardinale John Joseph Krol, arcivescovo metropolita di Filadelfia. In seguito è stato vicario parrocchiale della parrocchia dell'Assunzione della Beata Vergine Maria a Feasterville dal giugno del 1985 al giugno del 1988; direttore aggiunto dell'ufficio per la pastorale giovanile dal 1987 al 1988 e insegnante di religione presso l'Archbishop Kennedy High School di Conshohocken dal giugno del 1988 al giugno 1989. Nel settembre del 1989 è stato inviato a Boston per studi. Nel giugno del 1992 ha conseguito un Master of Social Work e Master in Business Administration presso il Boston College. Durante i suoi studi, Senior ha anche lavorato come assistente esecutivo del segretario per i servizi sociali nell'arcidiocesi di Boston dal 1991 al 1992.
Tornato in diocesi, ha prestato servizio come vicesegretario per i servizi umanitari cattolici dal giugno del 1992 al giugno del 1997, quando ne è diventato segretario. In questo ruolo, ha supervisionato il governo e il funzionamento della rete dei ministeri cattolici della sanità e dei servizi sociali finanziati dall'arcidiocesi. Nel giugno del 2004 è stato nominato segretario per il clero e nel novembre dello stesso anno vicario episcopale per il clero. Dal luglio del 2009 all'ottobre del 2011 ha prestato servizio anche come vicario episcopale per l'amministrazione. Oltre ai suoi doveri di vicario, dal 1995 risiedeva ed era cappellano del Divine Providence Village di Springfield, una struttura per persone con disabilità intellettive.
Il 14 marzo 1998 ha ricevuto il titolo onorifico di cappellano di Sua Santità  e il 16 marzo 2005 quello di prelato d'onore di Sua Santità.

### Ministero episcopale

Stemma di monsignor Senior come vescovo ausiliare di Filadelfia.

L'8 giugno 2009 papa Benedetto XVI lo ha nominato vescovo ausiliare di Filadelfia e titolare di Floriana. Ha ricevuto l'ordinazione episcopale il 31 luglio successivo nella basilica cattedrale dei Santi Pietro e Paolo a Filadelfia dal cardinale Justin Francis Rigali, arcivescovo metropolita di Filadelfia, co-consacranti il vescovo di Wheeling-Charleston Michael Joseph Bransfield e il vescovo ausiliare di Filadelfia Daniel Edward Thomas.
Ha prestato servizio come vicario episcopale dal settembre del 2011 all'ottobre del 2013, moderatore della curia dall'ottobre del 2011 al luglio del 2012; rettore del seminario "San Carlo Borromeo" di Overbrook dal luglio del 2012 al luglio del 2022; cancelliere dello stesso dal 1º luglio 2022  e vicario episcopale della regione 2, comprendente i quartieri di Filadelfia Sud, Filadelfia Sud-Ovest, Filadelfia Centro, Northern Liberties, Roxborough e Filadelfia Nord-Ovest e la contea di Montgomery, dallo stesso giorno.
Nel dicembre del 2011 e nel novembre del 2019 ha compiuto la visita ad limina.
Il 25 aprile 2023 papa Francesco lo ha nominato vescovo di Harrisburg. Ha preso possesso della diocesi il 21 giugno successivo con una cerimonia tenutasi nella cattedrale di San Patrizio a Harrisburg.
In seno alla Conferenza dei vescovi cattolici degli Stati Uniti è membro del comitato per la giustizia interna e lo sviluppo umano, del sottocomitato per la campagna cattolica per lo sviluppo umano  e del sottocomitato per i problemi di assistenza sanitaria.

## Genealogia episcopale
La genealogia episcopale è:
- Cardinale Scipione Rebiba
- Cardinale Giulio Antonio Santori
- Cardinale Girolamo Bernerio, O.P.
- Arcivescovo Galeazzo Sanvitale
- Cardinale Ludovico Ludovisi
- Cardinale Luigi Caetani
- Cardinale Ulderico Carpegna
- Cardinale Paluzzo Paluzzi Altieri degli Albertoni
- Papa Benedetto XIII
- Papa Benedetto XIV
- Papa Clemente XIII
- Cardinale Enrico Benedetto Stuart
- Papa Leone XII
- Cardinale Chiarissimo Falconieri Mellini
- Cardinale Camillo Di Pietro
- Cardinale Mieczysław Halka Ledóchowski
- Cardinale Jan Maurycy Paweł Puzyna de Kosielsko
- Arcivescovo Józef Bilczewski
- Arcivescovo Bolesław Twardowski
- Arcivescovo Eugeniusz Baziak
- Papa Giovanni Paolo II
- Cardinale Justin Francis Rigali
- Vescovo Timothy Christian Senior